# ペコリーノ
ペコリーノ (pecorino、伊: pecora：羊に由来）) は、イタリア原産のヒツジ（羊）の乳を原料としたチーズの総称。長期間の保存を目的とし、塩分が多めに使用されているので、塩気が強い。

## 食べ方

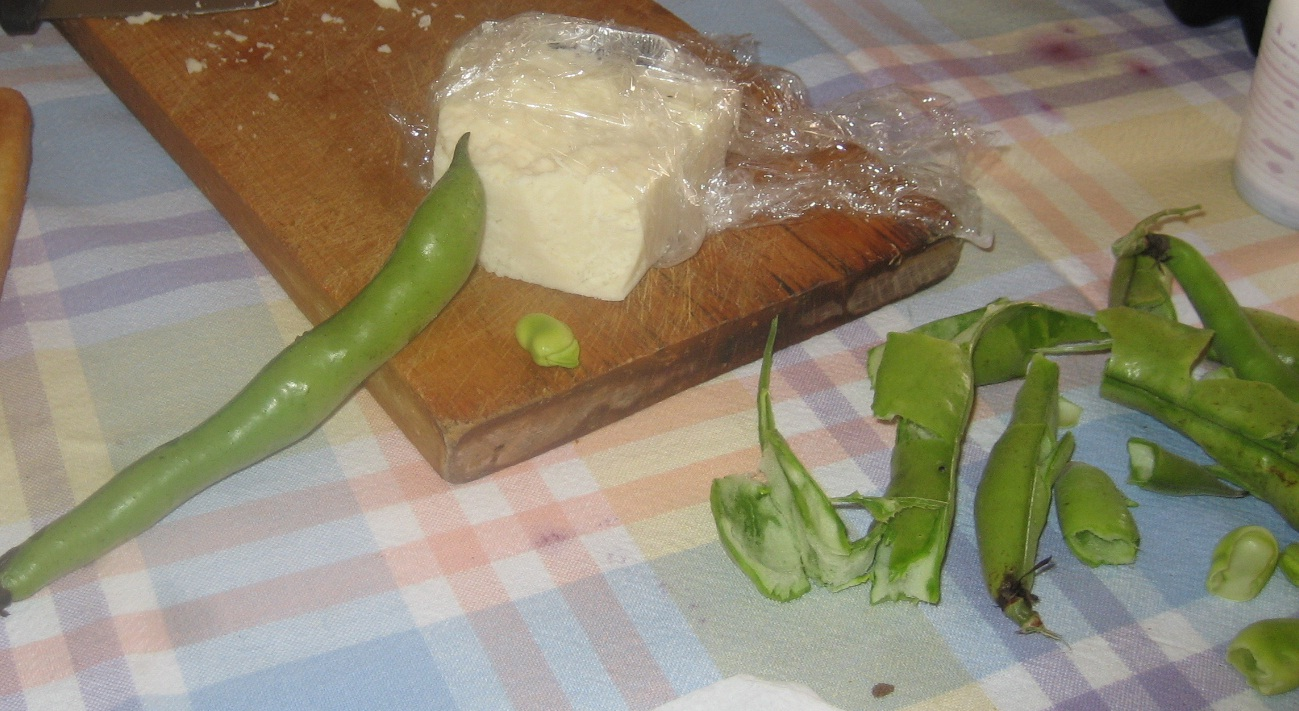
ペコリーノとファーベ

そのまま食べることもあるが塩味が特徴なので、パルミジャーノ・レッジャーノやグラナ・パダーノのように、すりおろすか細かく刻むかしてスパゲッティ・アッラ・カルボナーラやジェノヴェーゼ・ソースなどの材料としてイタリア料理に使うことが多い。
また、ローマなどでは5月のメーデーの頃に、ファーベ（イタリア語でfava）という収穫したばかりの生食用のソラマメが出回ると、ペコリーノとワインで、季節の到来を楽しむ習慣がある。生食が可能な新鮮なファーべの賞味期限は収穫後2 - 3日以内なので、その期間に、その場所にいないと食べることができない春の風物詩の一品である。

## 種類
製造している地方に応じて以下のような種類がある。
DOP

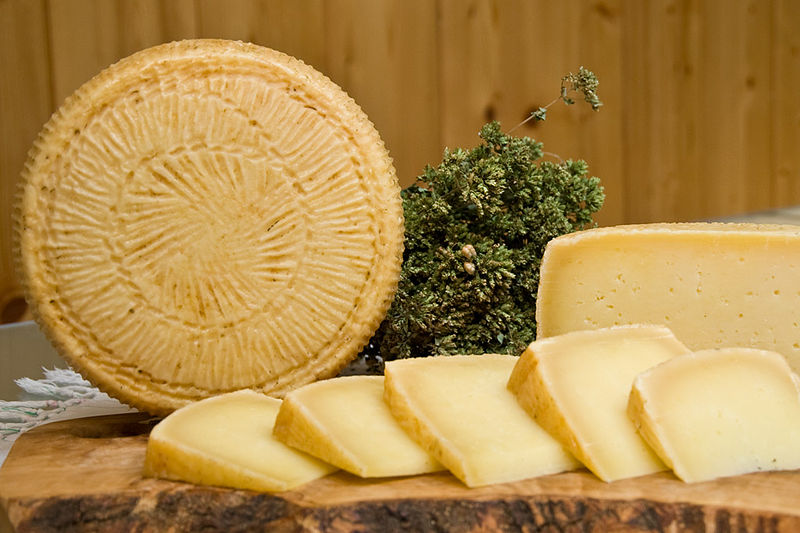
ペコリーノ・ディ・フィリアーノ

- ペコリーノ・ディ・フィリアーノ (Pecorino di Filiano)
- ペコリーノ・シチリアーノ (Pecorino Siciliano)
- ペコリーノ・ロマーノ (Pecorino Romano)
- ペコリーノ・サルド (Pecorino Sardo)
- ペコリーノ・トスカーノ (Pecorino Toscano)

その他
- ペコリーノ・ディ・モンターニャ (Pecorino di montagna)
- ペコリーノ・デイ・モンティ・シビッリーニ (Pecorino dei Monti Sibillini)